# Jo Jung-suk
Jo Jung-suk (født 26. december 1980 i Seoul, Sydkorea) er en koreansk skuespiller, bedst kendt for sin rolle som Shin Joon-ho i You're the Best, Lee Soon-shin.

## Udvalgt filmografi

### Film
- 2012: Architecture 101
- 2012: Almost Che
- 2013: The Face Reader
- 2014: The Fatal Encounter
- 2014: My Love, My Bride
- 2015: The Exclusive: Beat the Devil's Tattoo

### Tv-serier
- 2011: What's Up?
- 2012: The King 2 Hearts
- 2013: You're the Best, Lee Soon-shin
- 2015: Oh My Ghostess